# Springwater (Ontario)
Springwater è un comune del Canada, situato nella provincia dell'Ontario, nella contea di Simcoe. Prima dell'insediamento europeo, Ossossane, il più grande insediamento Urone e capitale della confederazione, si trovava vicino all'odierna Elmvale.